# Růžena Marková
Růžena Marková rozená Maagová (6. ledna 1931) je bývalá československá a česká sportovní plavkyně.

## Život a kariéra
Pro československé závodní plavání jí objevil trenér Ladislav Čermák, ke kterému chodila na hodiny plavání teprve od svých 18 letech. Během necelého roku se z neplavce vypracovala na přední českou plavkyni na střední tratě. Trénovala na žofínské plovárně a v zimě v bazénu hotelu Axa. Její hlavní disciplínou bylo 400 volný způsobem neboli kraulem. Po celou sportovní kariéru závodila za pražský klub Dynamo (dříve a potom SK Slavia Praha).
Její raketový vstup na československou ženskou plaveckou scénu se datuje od letní sezony 1950. Na srpnovém mistrovství republiky nejprve vyrovnala letitý československý rekord na 400 m volný způsob Gertrúdy Čechové – 6:15,0 plavaný znakem a na podzim československý rekord vylepšila 6:01,0. V roce 1952 překonala o 3 sekundy i neuznaný rekord Irmy Schramkové 5:43,8 z roku 1938 – rekord nebyl po roce 1945 uznán pro německou národnost Schramkové.
Jako československá rekordwoman na všech tratích volným způsobem nestartovala na olympijských hrách v Helsinkách v roce 1952. Na své nejsilnější trati 400 m stále ztrácela skoro 20 vteřin v průměru na nejlepší závodnice. Vítězná Maďarka Valérie Gyengeová zaplavala v Helsinkách ve finále čas 5:12,1 s.
V roce 1954 startovala na mistrovství Evropy v italském Turíně. Na 100 m volný způsob útočila na svůj osobní rekord, ale k postupu z rozplaveb jí zaplavaný čas 1:10,9 nestačil. Na 400 m volný způsob zaostala hluboko za svým osobním rekordem a nepostoupila z rozplaveb do dalších bojů.
Od roku 1955 závodila pod jménem Marková. V závěru roku se vyjádřila k problémům v plaveckém sektoru mezi lety 1951-1952, který vedl k rozkladu tradičních plaveckých oddílu: "Došlo k reorganizacím tělovýchovy. Do Dynama jsem najednou patřila jediná, další plavci se stali členy jednot ve svých závodech, v nichž neměli trenéra, tréninkové podmínky. Vzniklo nespočet plaveckých oddílů – zhruba 50 registrovaných oddílu v ČSR před rokem 1951 vzniklo během jednoho roku přes 500 plaveckých oddílů. Plavecké oddíly se totiž zakládaly vlastně jenom kvůli těmto výborným jednotlivcům, avšak jejich práce byla jen papírová."
Počátkem roku 1956 figurovala v předběžné nominaci na olympijské hry v Melbourne, ale v průběhu roku začala výkonnostně stagnovat a navíc její rekordy začala postupně umazávat mladá Marta Skupilová. Na prosincové olympijské hry nakonec nejela.
V roce 1958 startovala na mistrovství Evropy v maďarské Budapešti. Na 400 m volný způsob doplavala daleko za svým osobním rekordem a nepostoupila z rozplaveb do dalších bojů. S polohovou štafetou 4×100 m skončila na 7. místě.
V roce 1960 napotřetí sportovní funkcionáře o nominaci na olympijské hry v Římě nepřesvědčila. Sportovní kariéru ukončila v roce 1964.